# Youcef Belmehdi
Youcef Belmehdi (en arabe : يوسف بلمهدي), né le 29 septembre 1963 à Bousaada (Algérie) est un haut fonctionnaire algérien, ministre des Affaires religieuses et des Wakfs depuis 2019.

## Formation
Après avoir obtenu son baccalauréat en sciences naturelles en 1983, Youcef Belmehdi intègre l'université de Sétif.
Il quitte l'université de Sétif en 1984 pour partir étudier à l'université des sciences islamiques Émir-Abdelkader de Constantine, dont il obtient une licence en jurisprudence islamique (fiqh) en 1988. 
Il prend ensuite la direction du Levant, où il poursuit sa formation sur les bancs de la faculté de charia de l'université de Damas et de l'université Al Imam Al Ouzai de Beyrouth. 
En 1993, il retourne à l'université Émir Abdelkader et y décroche cette fois une maîtrise avec les plus hautes distinctions en 1997.
En juillet 2007, il soutient avec succès sa thèse de doctorat en fondements de la religion musulmane (oussoul ad-dine) à l'université d'Alger.

## Ministre des Affaires religieuses et des Wakfs
Youcef Belmehdi est nommé Ministère des Affaires religieuses et des Wakfs par le président Abdelaziz Bouteflika le 31 mars 2019.
Le 17 mars 2020, en raison de la pandémie de Covid-19, le ministre annonce la suspension des prières en congrégation (jama'a), notamment celle obligatoire du vendredi.
Lors de la campagne électorale pour le référendum constitutionnel algérien de 2020, il crée une polémique en assurant que « voter « oui » au prochain référendum c’est se conformer aux recommandations du Prophète ».
En avril 2021, Youcef Belmehdi annonce le lancement de la plateforme numérique Miqraa, qui a pour but de faciliter l'apprentissage du Coran aux élèves des pays du Sahel et d'Afrique ainsi qu'à la diaspora algérienne.
En août 2021, il demande aux imams détachés à la grande mosquée de Paris de « contrer la campagne féroce ciblant l’Algérie en œuvrant à la moralisation de la vie publique » et de « jouer un rôle positif en faveur de l'Algérie ». Il se rend également en visite officielle en Égypte.
Le 27 octobre 2022, il annonce, lors d'un discours à Tizi Ouzou, l'ouverture prochaine par l'Algérie d'un institut de formation en sciences islamiques à Agadès au Niger. 

## Autres fonctions
En plus d'avoir longtemps officié en tant que prêcheur (khatib) dans la mosquée de Staih à Bousaada où il dirigeait les prières de joumou'a, de l'Aïd al-Fitr et de l'Aïd al-Adha[réf. nécessaire], Youcef Belmehdi a occupé les fonctions suivantes :
- depuis 2016 : Secrétaire général de ligue des Oulémas du Sahel
- 2012 - : directeur de l'orientation religieuse et de l'enseignement coranique au ministère des Affaires religieuses
- 2007 - : chargé d'études et de synthèse au ministère des affaires religieuses
- 2006 - 2007 : sous-directeur du pèlerinage et de la Omra au ministère des Affaires religieuses